# Gephyrocharax
A Gephyrocharax a sugarasúszójú halak (Actinopterygii) osztályába, a pontylazacalakúak (Characiformes) rendjébe a pontylazacfélék (Characidae) családjába tartozó nem.

## Rendszerezés
A nembe az alábbi 12 faj tartozik:
- Gephyrocharax atracaudatus
- Gephyrocharax caucanus
- Gephyrocharax chaparae
- Gephyrocharax chocoensis
- Gephyrocharax intermedius
- Gephyrocharax major
- Gephyrocharax martae
- Gephyrocharax melanocheir
- Gephyrocharax sinuensis
- Gephyrocharax valencia
- Gephyrocharax venezuelae
- Gephyrocharax whaleri